# Grobowiec mumii
Grobowiec mumii (ang. The Mummy's Tomb) – amerykański film grozy z 1942 roku, będący kontynuacją filmu Ręka mumii z 1940.

## Opis fabuły
Potężny egipski kapłan wraz z ożywioną mumią Kharisem wyrusza do Stanów Zjednoczonych. Ma zamiar dokonać zemsty na tych, którzy trzydzieści lat wcześniej zbezcześcili grobowiec królowej Anakiny...

## Obsada
- Lon Chaney Jr. - Kharis
- Dick Foran - Stephen Banning
- John Hubbard - dr John Banning
- Elyse Knox - Isobel Evans
- George Zucco - Andoheb
- Wallace Ford - „Babe” Hanson
- Turhan Bey - Mehemet Bey